# Wish I Had an Angel
Wish I Had an Angel – dziesiąty singel grupy Nightwish.

## Opis albumu
Wish I Had an Angel to singel wydany po sukcesie albumu Once.

## Lista wydawnictw

### Finlandia(2004) /Spinefarm
1. Wish I Had an Angel
2. Ghost Love Score
3. Where Were You Last Night
4. Wish I Had An Angel (demo version)

### Ameryka Południowa(2004) /NEMS Enterprises
1. Wish I Had an Angel
2. Ghost Love Score
3. Where Were You Last Night
4. Wish I Had an Angel (demo version)

### Niemcy(2004) /Nuclear Blast(1. wersja)
Zawiera galerię zdjęć
1. Wish I Had an Angel
2. Ghost Love Score
3. Where Were You Last Night
4. Wish I Had An Angel (demo version)

### Niemcy(2004) /Nuclear Blast(2. wersja)
Zawiera DVD z klipem Wish I Had an Angel, oraz reportażem o tym, w jaki sposób był tworzony.
1. Wish I Had an Angel
2. Ghost Love Score
3. Where Were You Last Night
4. Wish I Had An Angel (demo version)